# Penalty (Eishockey)
Ein Penalty, [ˈpɛnl̩tɪ] (anhörenⓘ) (englisch für Strafe bzw. Strafstoß), im Eishockey ist eine Strafe für ein Foul kurz vor einem möglichen Torschuss.

## Ausführung
Zur Ausführung des Penalty darf der gefoulte Spieler vom Mittelpunkt der Eisfläche weg alleine auf den gegnerischen Tormann zufahren. Ist der gefoulte Spieler verletzt, benennt der Kapitän einen nicht bestraften Spieler, der sich zum Zeitpunkt des Regelverstoßes auf dem Eis befand, der den Strafschuss ausführen wird. Er darf den Puck genau einmal auf das Tor „schießen“. Der Penalty erfüllt eine ähnliche Aufgabe wie der Elfmeter im Fußball, allerdings sind die Erfolgsaussichten aus der Perspektive des Schützen wesentlich geringer. Das Tor ist wesentlich kleiner als das im Fußball und ein großer Teil ist vom Torhüter und dessen Ausrüstung abgedeckt.

## Anwendung
Penaltys werden im Eishockey nur dann ausgesprochen, wenn ein angreifender Spieler außerhalb der eigenen Verteidigungszone mit dem kontrollierten Puck auf den Tormann zufährt, keinen gegnerischen Verteidiger mehr zu umspielen hat und in dieser „Breaksituation“ von einem gegnerischen Spieler von hinten gehakt oder ihm von hinten ein Bein gestellt wird. Wenn er hierdurch eine aussichtsreiche Möglichkeit verpasst, ein Tor zu erzielen, wird dem schuldlosen Team ein Penalty zugesprochen. Alle anderen Fouls werden mit Zeit-, Disziplinar- und Matchstrafen belegt.

## Technisches Tor
Befindet sich zum Zeitpunkt des Breaks kein Torwart im Tor, so kann der Schiedsrichter der schuldlosen Mannschaft ein technisches Tor zusprechen.

## Shootout
Zusätzlich zur Sanktionierung von Fouls werden Penaltys eingesetzt, um ein Eishockeyspiel zu entscheiden, das nach regulärer Spielzeit und evtl. Verlängerung unentschieden steht. Bei diesem Penalty-Schießen (auch Shootout oder Shoot-Out genannt) werden von jeder Mannschaft jeweils drei oder fünf Schützen, je nach Liga oder Turnier, bestimmt, die abwechselnd zum Zuge kommen. Spieler, die noch während der Spielzeit eine Strafzeit erhalten haben, welche über das Ende des Spiels reicht, dürfen am Penalty-Schießen nicht teilnehmen.